# Фиксни девизни курс
Под фиксним девизним курсом данас се подразумева курс који одреде монетарне власти земље, а који треба да одржава реалну вредност домаће валуте на светском тржишту (сматра се да не треба да се мења у пероду од 3 до 5 година). Фиксни девизни курс има своје и предности и недостатке.

## Предности фиксног девизног курса
Фиксни курс има одређене добре карактеристике:
1. Фиксни курсеви су чврста основа међународне трговине и система плаћања. Они истовремено значајно елиминишу могућности појаве и ширења валутног дампинга. Валутни ризици су сведени на минимум, посебно у случајевима када се уговарају и заштитне клаузуле у систему међународних плаћања;
2. Фиксни курс, у извесном смислу, код постојања шире конвертибилност и валута доводи до интернационализације домаћег новца.
3. Шире коришћење фиксних курсева истовремено подразумева и потребу усаглашавања мера монетарне политике свих земаља, дакле на међународном плану;
4. Домаћи новчани оптицај у овом систему се мора подредити стању и променама монетарних резерви, које постају стратешки фактор и канал за стварање и повлачење националног новца;
5. Основа реално одређеног и подржаваног фиксног девизног курса је стабилност привреде, односно привредна и монетарна равнотежа, нарушавање привредне равнотеже и промене цена унутар привреде морају се одразити на промене (снижење) курса домаћег новца;
6. Фиксни девизни курс ствара повољну финансијску климу и сигурност за међународно преливање новца и капитала. Теорија је стала на становиште да су у савременим привредама, у мањим монетарним потресима, већи ризци на страни већих промена девизних курсева, у односу на раније разлике у нивоу каматних стопа у различитим привредема (које су довеле до преливања новца и капитала из привреда с нижом у привреде с вишом каматном стпом);
7. Фиксни курс априори тражи синхронизацију не само националних монетарних политика, већ и фискалне политике, политике дохотка, платнобилансне политике цена и др;

## Недостаци фиксног девизног курса
1. У систему фиксних курсева долази до изражаја сукоб циљева економске политике, посебно захтев за истовременим остварењем политике пуне запослености, одржавања високе стопе раста уравнотежености платног биланса. Тај циљ економске политике у условима фиксних курсева постаје нерешив;
2. Фиксни девизни курс тражи повремено прилагођавање насталим стварним променама у различитим привредама (цене, доходак, девизне резерве, платнобилансна неравнотежа и др.), због чега се поставља питање: да ли ће се нови курс одабрати на оном нивоу да то буде нови курс равнотеже. Ако нека земља има дефицит у платном билансу, уз високу незапосленот, она може да врши девалвацију у већем постотку у односу на »курс равнотеже«, да би уз отклањање дефицита платног биланса довела до повећања извоза, пораста националног дохотка и повећање запослености. Овај девизни курс се споро прилагођава и приближава стварној вредности валута.
3. Фиксни курсеви дестимулативно делују на спољнотрговинске односе и инвестиције у иностранству;
4. Фиксни девизни курс, пре или после, редовно доводи до удаљавања стварних од равнотежених курсева, пре свега због разлика у кретању плата, цена, трошкова репродукције, продуктивности рада, нове технологоиије и др. до којих долази у току развоја земаља. Ово, међутим, неминовно доводи до поремећаја на робном тржишту;
5. Фиксни курсеви захтевају сталну интервенцију монетарних власти преко девизних резерви у сврху заштите изабраног девизног курса, те су због тога потребне јаче девизне резерве;
6. Откупљивањем свих понуђених количина девиза по датом курсу и пуштањем у оптицај домаћег новца фиксни курсеви потхрањују домаћу инфлацију и доводе до међунарног преношења инфлације из једних у друге земље.

## Фиксни девизни курс за време златног стандарда (1717-1914; 1933)
Девизни курс се одређује на основу „златног паритета“-количина злата једне земље у односу на количину злата друге земље. Количина новца у оптицају била је одређена количином злата и као такав курс је био фиксни.
Почетак Првог светског рата означио је крај чистог златног стандарда. Тада су у појединим земљама у краћим временским интервалима функционисали хибридни системи. Златно-полужни (новац се могао конвертовати за злато у минималном износу од једне полуге, и обрнуто) и златно-девизни. Са крајем Велике светске економске кризе (1929-1933) престају да важе и хибридни системи.
Овакав начин одређивања девизног курса се напушта зато што су промене новчане масе неминовно водиле ка дефициту или суфициту платног биланса. Због присутности све веће незапослености, а Владе и Централне банке нису могле да сузбију кризу одговарајућим мерама кредирно-монетарне и фискалне политике. Позитивна страна фиксног курса је непостојање инфлације.